# La Trahison (film, 1975)
Pour plus de détails, voir Fiche technique et Distribution.
La Trahison (Permission to Kill) est un film d'espionnage américano-autrichien réalisé par Cyril Frankel sorti en 1975.

## Synopsis
Des agents britanniques tentent d'empêcher un communiste de rentrer chez lui de l'Occident.

## Fiche technique
- Titre : La Trahison
- Titre d'origine : Permission to Kill
- Réalisation : Cyril Frankel
- Scénario : Robin Estridge
- Photographie : Freddie Young
- Musique : Richard Rodney Bennett
- Montage : Ernest Walter
- Genre : Espionnage, aventures
- Durée : 93 minutes
- Dates de sortie :
  - Allemagne : 17 octobre 1975
  - Royaume-Uni : 20 novembre 1975
  - USA : 3 décembre 1975
  - France : 25 février 1976
- Affiche : Jean Mascii (France)

## Distribution
- Dirk Bogarde (VF : Roland Ménard) : Alan Curtis
- Ava Gardner (VF : Claire Guibert) : Katina Petersen
- Bekim Fehmiu (VF : William Sabatier) : Alexander Diakim
- Timothy Dalton (VF : Bernard Tiphaine) : Charles Lord
- Nicole Calfan (VF : elle-même) : Melissa Lascade
- Frederic Forrest (VF : Patrick Floersheim) : Scott Allison
- Alf Joint : MacNeil
- Peggy Sinclair : Lily
- Anthony Dutton (VF : Jacques Richard) : Jennings
- Klaus Wildbolz : Muller
- John Levene : Adams
- Dennis Blanch (VF : Marc de Georgi) : Brewer
- Vladimir Popovic : Kostas
- Fritz von Friedl (VF : Michel Paulin) : un agent de sécurité à l'aéroport
- Erwin Fischer (VF : Jacques Richard) : un agent de sécurité à l'aéroport

## Accueil critique
Ce film mineur dans les carrières respectives de Dirk Bogarde et Ava Gardner est mal accueilli par les critiques cinématographiques lors de sa sortie. Ainsi, Stanislas Grégeois dans Télérama du 10 mars 1976 regrette que les deux acteurs « se soient compromis dans cette invraisemblable et poussive histoire. ». Dans La saison cinématographique, 1976, n°309-310, Bertrand Duffort trouve qu'il n'y a « rien de vraiment original dans ce film d'espionnage. (...) le spectateur ne se sentira jamais réellement concerné. ».